# کد ایالات متحده آمریکا
کد ایالات متحده آمریکا (انگلیسی: United States Code)قانون نامه، گردآوری و کدیفیکاسیون رسمی قوانین دائمی و رسمی ایالات متحده آمریکا است. این کد دربرگیرندهٔ ۵۲ عنوان است، و سه جلد دیگر هم در دست پیشنهاد قرار دارد. نسخهٔ اصلی آن هر شش سال از سوی شورای بازنگری قانون مجلس نمایندگان ایالات متحده آمریکا منتشر شده، و افزون‌های تجمیعی هر ساله منتشر می‌شوند.